# Saint-Jean-d’Illac
Saint-Jean-d’Illac – miejscowość i gmina we Francji, w regionie Nowa Akwitania, w departamencie Żyronda.
Według danych na rok 1990 gminę zamieszkiwało 3879 osób, a gęstość zaludnienia wynosiła 32 osób/km² (wśród 2290 gmin Akwitanii Saint-Jean-d’Illac plasuje się na 111. miejscu pod względem liczby ludności, natomiast pod względem powierzchni na miejscu 20.).